# Élection présidentielle guinéenne de 1993
L'élection présidentielle guinéenne de 1993 a lieu le 19 décembre 1993 afin d'élire le président de la république de Guinée. 
Il s’agit de la première présidentielle depuis le retour du pays au multipartisme en 1990, et la première à voir concourir plus d’un candidat. 
Le scrutin a pour résultat une victoire de Lansana Conté, du Parti Unité et Progrès, qui obtient 52 % des voix, pour un taux de participation de 78 %.

## Résultats
| Candidat                  | Candidat                  | Parti                     | Voix      | %     |  |
| ------------------------- | ------------------------- | ------------------------- | --------- | ----- |  |
|                           | Lansana Conté             | PUP                       | 1 077 017 | 51,71 |  |
|                           | Alpha Condé               | RPG                       | 407 221   | 19,55 |  |
|                           | Bâ Mamadou                | UNR                       | 278 638   | 13,38 |  |
|                           | Siradiou Diallo           | PRP                       | 247 100   | 11,86 |  |
|                           | Facinet Touré             | UNPG                      | 29 275    | 1,41  |  |
|                           | Jean-Marie Doré           | UPG                       | 19 007    | 0,91  |  |
|                           | Mansour Kaba              | FD                        | 12 886    | 0,62  |  |
|                           | Ismaël Gushein            | PDG                       | 11 696    | 0,56  |  |
|                           |                           |                           |           |       |  |
| Votes valides             | Votes valides             | Votes valides             | 2 082 840 | 93,13 |  |
| Votes blancs et invalides | Votes blancs et invalides | Votes blancs et invalides | 153 586   | 6,87  |  |
| Total                     | Total                     | Total                     | 2 236 426 | 100   |  |
| Abstention                | Abstention                | Abstention                | 613 968   | 21,54 |  |
| Inscrits/Participation    | Inscrits/Participation    | Inscrits/Participation    | 2 850 394 | 78,46 |  |